# Jerzy Diatłowicki
Jerzy Diatłowicki (ur. 21 stycznia 1941 w Kustanaju, zm. 30 lipca 2021 w Warszawie) – polski dziennikarz, publicysta i socjolog.

## Życiorys

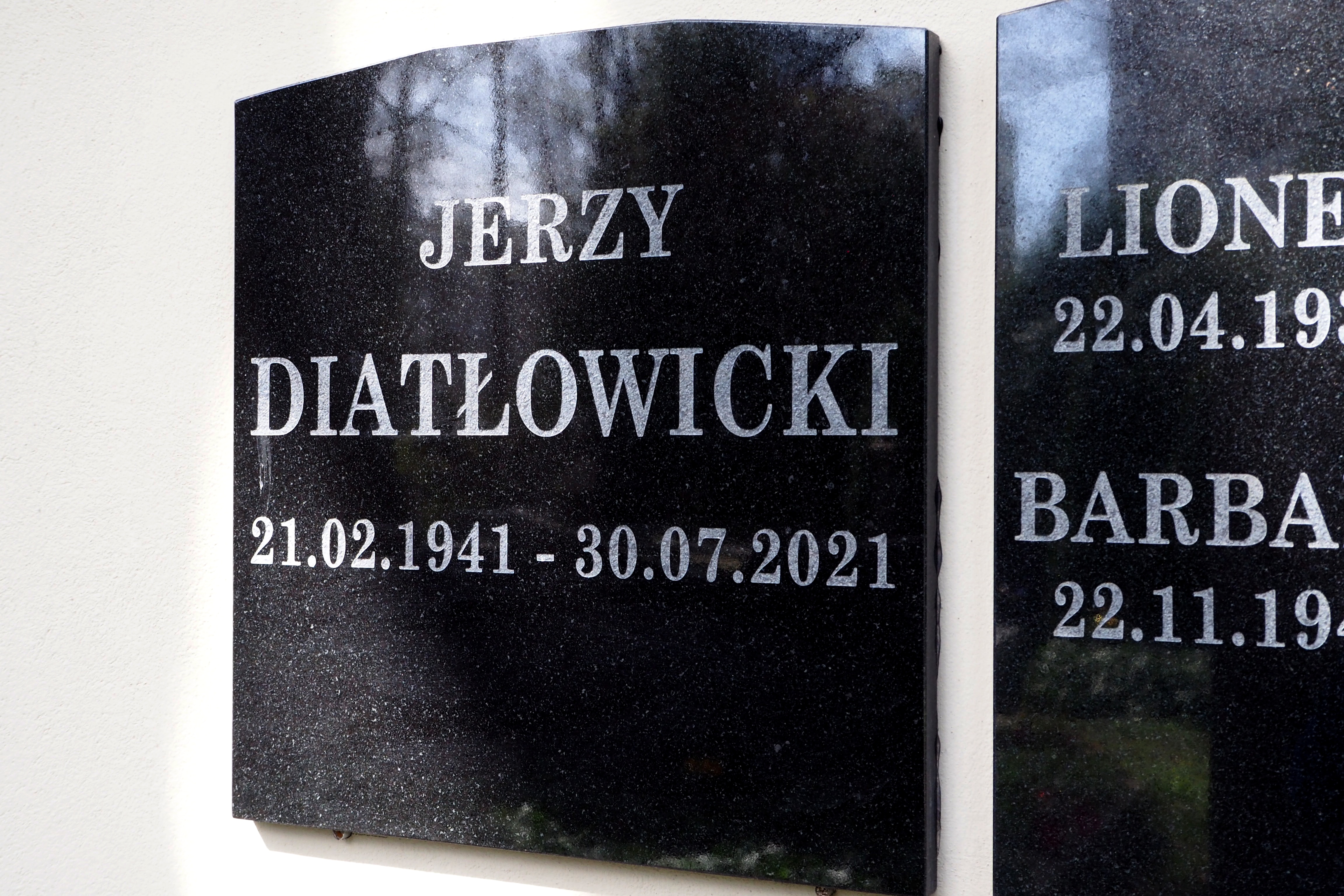
Grób Jerzego Diatłowickiego na Cmentarzu ewangelicko-reformowanym w Warszawie

Urodził się w trakcie II wojny światowej na terenie Kazachskiej SRR, gdzie w 1940 roku została deportowana cała jego rodzina. Po powrocie do Polski w 1946 roku początkowo zamieszkał w Szczecinie, później przeniósł się do Warszawy. W latach 60. XX wieku podjął studia początkowo na Akademii Medycznej, później na Wydziale Filozofii i Wydziale Socjologii Uniwersytetu Warszawskiego. W tym samym okresie był działaczem opozycji demokratycznej. 
Jako dziennikarz publikował między innymi w tygodniku „Polityka” oraz miesięczniku „Focus – Historia”. W latach 1993–1998 zainicjował i prowadził cykl publicystyczno-historyczny pt. „Rzeczpospolita Druga i Pół”. Był autorem m.in. dwóch książek w formie wywiadów-rzek: z Bogusławem Bagsikiem i Andrzejem Gąsiorowskim oraz z gen. Czesławem Kiszczakiem.
Pracował również jako reżyser i scenarzysta programów i filmów dokumentalnych. Był między innymi autorem scenariusza i reżyserem dwuczęściowego filmu dokumentalnego z 1998 roku pt. Wina Ikara oraz scenarzystą serialu Przyłbice i kaptury w reż. Marka Piestraka.
Był redaktorem i współredaktorem publikacji: Żydzi w walce 1939–1945 oraz  Holokaust a teodycea.
Przekazał na rzecz Instytutu Pamięci Narodowej zapisane na kasetach VHS materiały dotyczące prowadzonych w Magdalence (od 16 września 1988 r.) rozmów władz państwowych PRL z przedstawicielami „Solidarności”. W 2016 r. rozpoczęto ich digitalizację.
Zmarł 30 lipca 2021 roku. Został pochowany na cmentarzu ewangelicko-reformowanym w Warszawie (kolumbarium CIV-3-11).

## Publikacje książkowe
- Jerzy Diatłowicki, Bagsik & Gąsiorowski. Jak kradliśmy księżyc. Jerzy Diatłowicki rozmawia z Bogusławem Bagsikiem, Andrzejem Gąsiorowskim i innymi, Wrocław: Art & Science, 9 listopada 5208, ISBN 83-85208-11-9, OCLC 1025296358. Brak numerów stron w książce
- Jerzy Diatłowicki, Człowiek honoru? Czesław Kiszczak w rozmowie z Jerzym Diatłowickim, Warszawa 2016, ISBN 978-83-8069-465-1, OCLC 970601836. Brak numerów stron w książce
- Żydzi w walce 1939-1945 (redakcja) wydawca: Żydowski Instytut Historyczny/Stowarzyszenie Żydów Kombatantów i Poszkodowanych w II Wojnie Światowej, Warszawa (tom I: 2009, ISBN 978-83-87049-25-6; tom II: 2010, ISBN 83-87049-25-5; tom III: 2011, ISBN 978-83-87049-25-6; tom IV: 2020, ISBN 978-83-87049-44-7)
- Jerzy Diatłowicki, Karolina Rąb, Iwona Sobieraj, Holokaust a teodycea, Kraków: Wydawnictwo Homini, 2008, ISBN 978-83-89598-68-4, OCLC 256081667. Brak numerów stron w książce